# Lado (Südsudan)
Lado ist eine Ortschaft im südsudanesischen Bundesstaat Central Equatoria.

## Lage und Infrastruktur
Lado liegt am Westufer des Weißen Nils einige Kilometer nördlich der Hauptstadt Juba. Die Straße von Juba nach Terekeka verläuft etwas weiter westlich. Der Berg Lado liegt knapp 15 Kilometer weiter westlich.

## Geschichte
Im Türkisch-Ägyptischen Sudan lag die Region ab 1870 in der Provinz Äquatoria. Die Hauptstadt der Provinz wurde durch Charles George Gordon vom etwas südlich gelegenen Gondokoro wegen des Klimas nach Lado verlegt.
1878 wurde Emin Pascha zum Bey und Gouverneur von Äquatoria ernannt und nahm seinen Dienstsitz in Lado. In seiner Regentschaft wurde der Ort planmäßig ausgebaut und die Bevölkerungszahl wuchs bis auf 5000 Einwohner an. Emin Pascha ließ unter anderem eine Moschee, eine Koranschule, eine Apotheke und ein Krankenhaus errichten. Umfangreiche Plantagen wurden zur Versorgung sowie ein Palisadenzaun zum Schutz der Bevölkerung angelegt. In dieser Zeit war der Ort ein Zentrum den Elfenbeinhandels. Der deutsch-russische Afrikaforscher Wilhelm Junker hielt sich 1884 in Lado auf und lobte in seinen Berichten die Backsteingebäude und gepflegten Straßen.
Infolge des Mahdi-Aufstands war der Weg von Norden über den Nil bis nach Lado versperrt. Das Gebiet wurde daher von den Briten an den belgischen König Leopold II. verpachtet, der den im Westen angrenzenden Kongo-Freistaat beherrschte und damit Zugang zu der Region besaß, auch wenn die Reisezeit über den Kongo ein Vielfaches der Reisezeit gegenüber dem Weg über den Nil betrug. Das abgetretene Gebiet wurde nach seiner Hauptstadt Lado-Enklave genannt und bestand von 1894 bis 1910. Nach der Niederlage der Mahdisten wurde das Gebiet wiederum Teil des Anglo-Ägyptischen Sudan. Lado verlor an Bedeutung, besonders nachdem im Jahr 1922 Juba gegründet wurde.